# Lipan (Texas)
Lipan é uma cidade localizada no estado norte-americano do Texas, no Condado de Hood.

## Demografia
Segundo o censo norte-americano de 2000, a sua população era de 425 habitantes.
Em 2006, foi estimada uma população de 498, um aumento de 73 (17.2%).

## Geografia
De acordo com o United States Census Bureau tem uma área de
2,7 km², dos quais 2,7 km² cobertos por terra e 0,0 km² cobertos por água.

## Localidades na vizinhança
O diagrama seguinte representa as localidades num raio de 32 km ao redor de Lipan.